# استرداد منظوري
الاسترداد المنظوري (باللغة الايطالية Restituzione prospettica) (أو التقويم الفوتوغرافي) (Geometric restitution of perspective), هو أسلوب يسمح بواسطة الإنشاءات الهندسية بتعديل الصور الفوتوغرافية بهدف تحويل المنظور العام (بنقطتين أو بثلاثة نقاط تلاشي) إلى منظور مركزي (نقطة تلاشي واحدة). هناك العديد من التقنيات للتقويم الفوتوغرافي:
- إنشاءات هندسية: تعتمد على مفاهيم الإظهار المنظوري (شكل1)؛
- تقنيات رياضيتيه: باستخدام إحداثيات نقاط معروفة أو مسافات
- تحجيم التقويم الفوتوغرافي بشكل مناسب يمكن أن تصبح إظهار متري، الذي يستخدم لاستخراج القياسات.

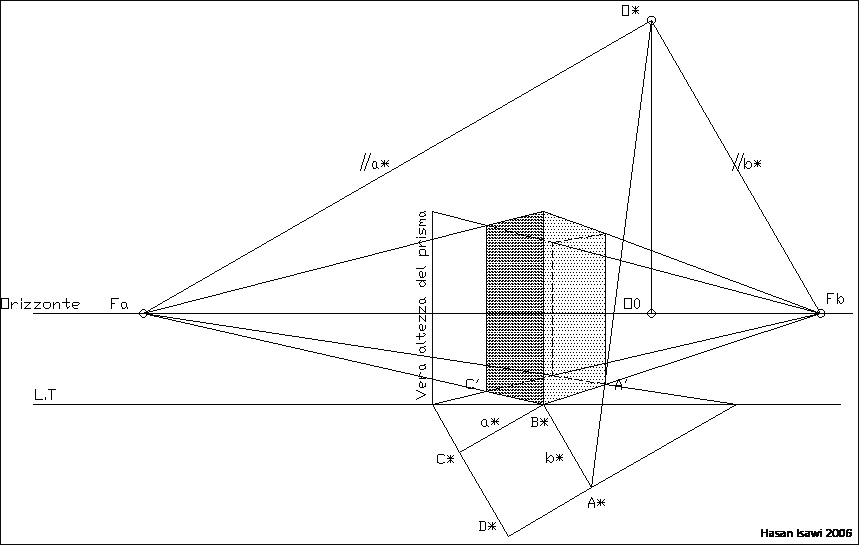
شكل1: الاسترداد المنظوري في الهندسة الوصفية

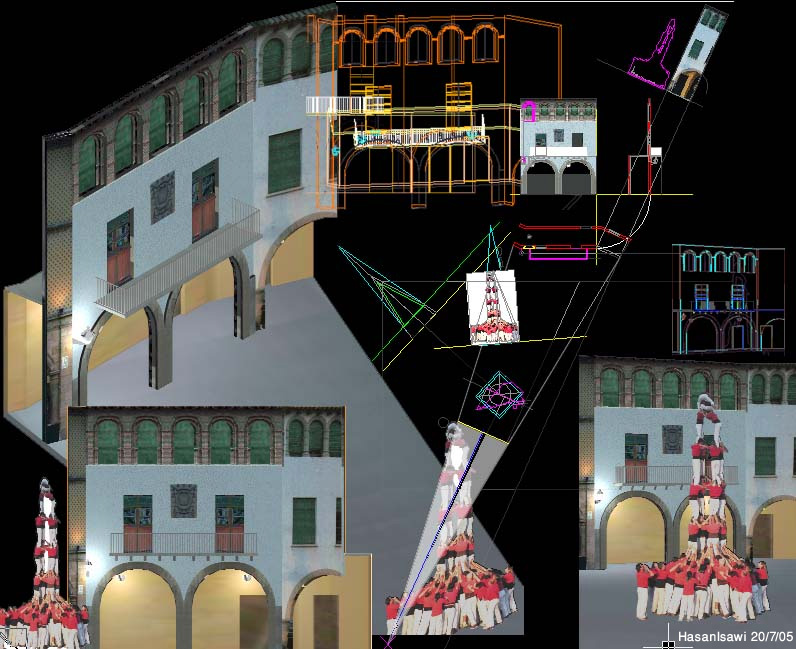
شكل2: التقويم الفوتوغرافي بهدف الحصول غلى نماذج افتراضية ثلاثية الابعاد

هناك برمجيات متاحة لإنشاء وتقويم الصور، بعضها قائمة بحد ذاتها أو تكون جزء من برمجيات أخرى، مجانية أو تجارية.
في هذا الصدد من المهم الإشارة إلى أن التطبيقات المحوسبة للتقويم الفوتوغرافي تسمح بالحصول على نماذج افتراضية ثلاثية الأبعاد (شكل2, شكل3).

استرداد منظوري للكولوسيوم

الاسترداد المنظوري هو إجراء هندسي يهدف إلى الحصول على الإسقاطات العمودية لمبنى معين ابتدأ من صورة ذلك المبنى.
إن عملية تحديد منظور حجم معين هي العملية العكسية للاسترداد المنظوري لذلك الحجم، وهذا يعني انه من خلال صورة لمبنى معين من الممكن من خلال الاسترداد المنظوري الحصول على المعلومات القياسية والشكلية الظاهرة لذلك المبنى. وبكلمات أخرى نتحدث عن عمليات تبادلية: أي من الممكن تحديد الإسقاط المنظوري لحجم معين، إذا أعطيت إسقاطاته العمودية، والعكس بالعكس، أي يمكن تحديد الإسقاطات العمودية لحجم معين إذا أعطي إسقاطه المنظوري.

## خطوات قياس الخطوط الرأسية في المنظور بمستوى إسقاط مائل (ثلاث نقاط تلاشي)
يتم تحديد قياسات الارتفاعات ، مثلا A-A1 ، على النحو التالي:

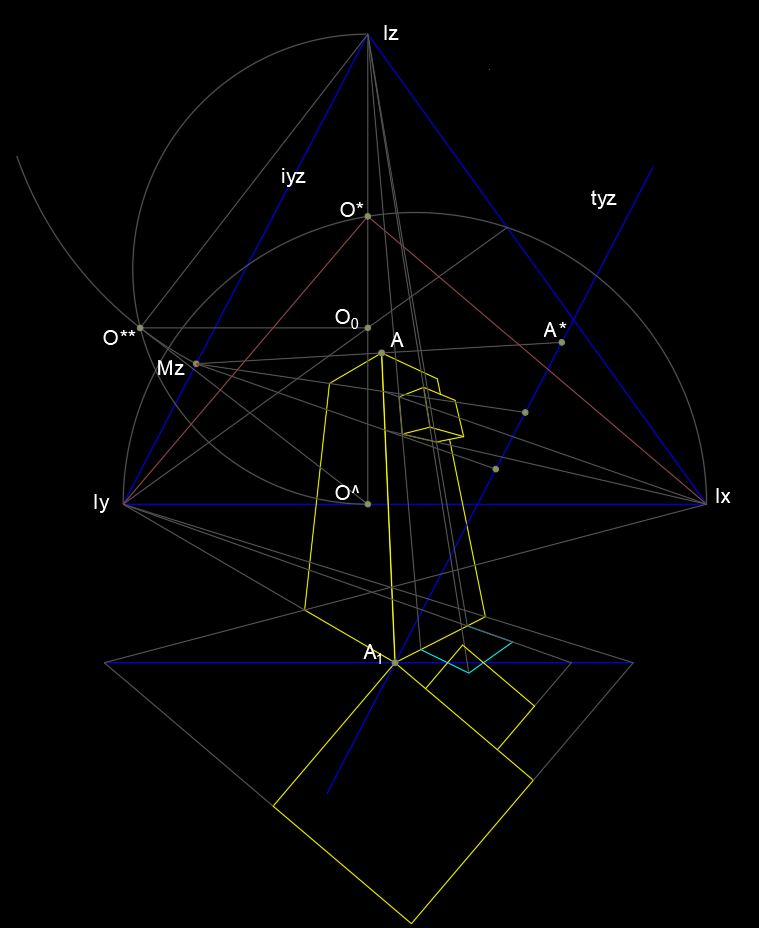
خطوات قياس الخطوط الرأسية في المنظور بمستوى إسقاط مائل (ثلاث نقاط تلاشي)

1. يتم تحديد النقطة الرئيسية O0 كمركز عمودي (Orthocenter) لمثلث التلاشي (اللون الأزرق)
2. نرسم الدائرة التي قطرها O^-Iz
3. يتم تحديد O** كتقاطع بين الدائرة آنفة الذكر مع الخط العمودي على O^_Iz والمار بالنقطة الرئيسية O0
4. يتم تحديد نقطة القياس Mz كتقاطع بين خط تلاشي المستوى iyz مع الدائرة التي مركزها Iz ونصف قطرها O**-Iz
5. ويتم تحديد’ مثلا, القياس الحقيقي لارتفاع المبنى A-A1 , عن طريق إسقاط A من Mz على اثر المستوى tyz

وبالتالي من خلال استخدام مفاهيم الهندسة الوصفية وتطبيقاتها الرقمية, من الممكن تحويل صورة مبنى معين إلى نموذج مادي ثلاثي الأبعاد مزود بتلبيس واقعي. بما يفيد في أعمال إعادة التأهيل أو الحفاظ.

## معرض

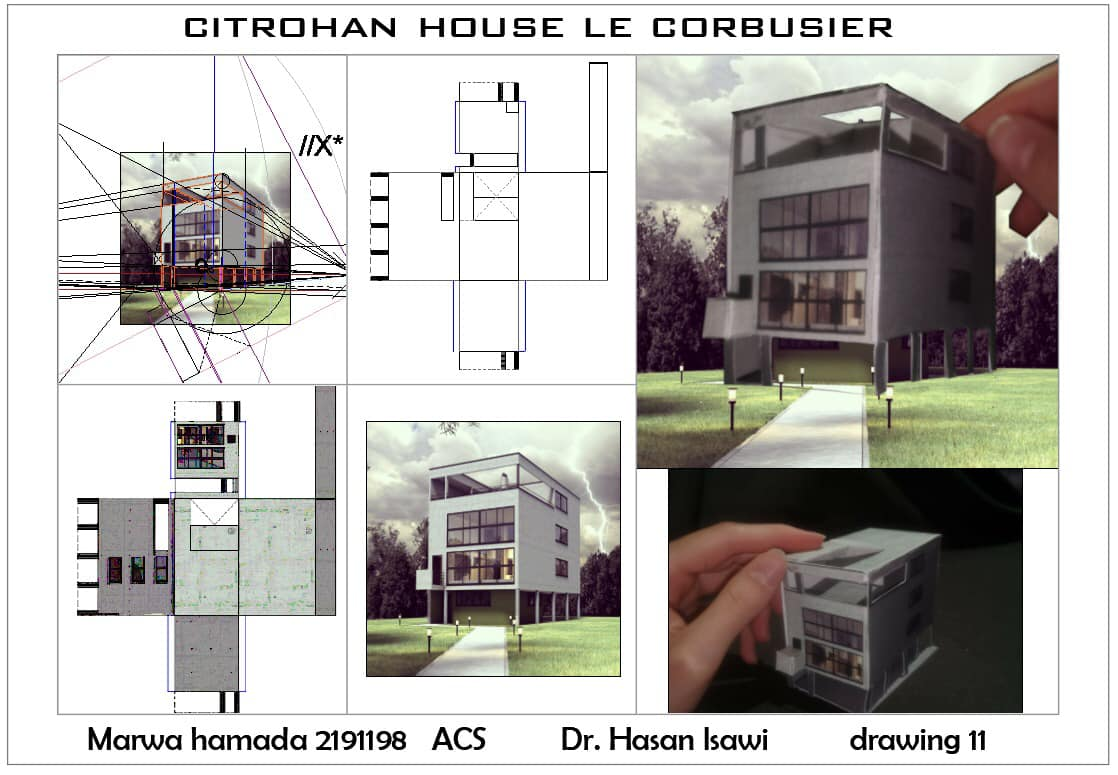
عمل مجسم مبنى عن طريق الاسترداد المنظوري والتقويم الفوتوغرافي
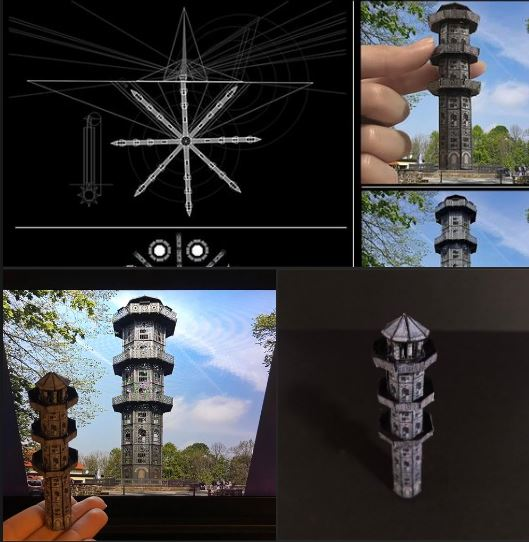
استخدام الاسترداد المنظور لتحديد الاسقاطات العمودية ومجسم مبنى
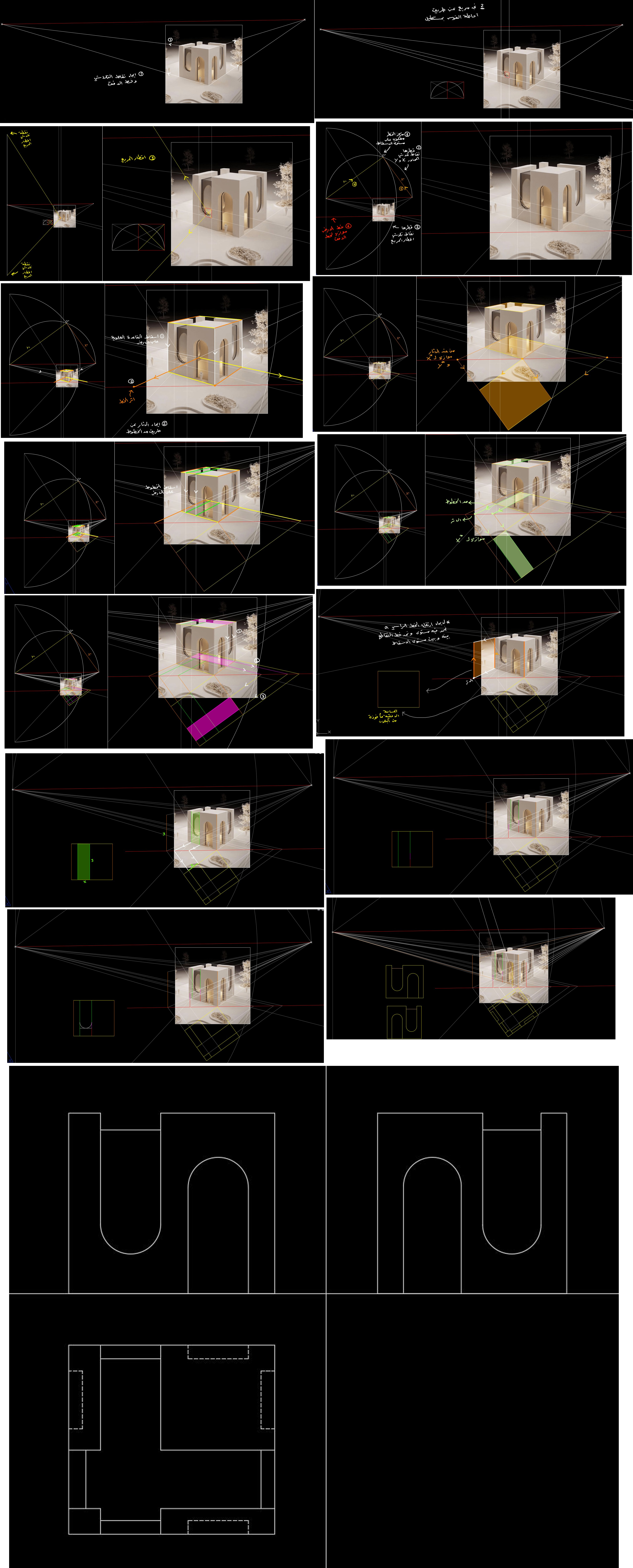
استرداد منظور مبنى بنقطتين تلاشي -خطوات